# Sielsowiet Tarnowszczyzna
Sielsowiet Tarnowszczyzna (biał. Тарноўскі сельсавет, Tarnouski sielsawiet; ros. Тарновский сельсовет) – sielsowiet na Białorusi, w obwodzie grodzieńskim, w rejonie lidzkim, z siedzibą w Tarnowszczyznie.

## Demografia
Według spisu z 2009 sielsowiet Tarnowszczyzna zamieszkiwało 2207 osób, w tym 1085 Polaków (49,16%), 1023 Białorusinów (46,35%), 69 Rosjan (3,13%), 18 Ukraińców (0,82%), 3 Litwinów (0,14%), 7 osób innych narodowości i 2 osoby, które nie podały żadnej narodowości.

## Geografia i transport
Sielsowiet położony jest na Poniemniu, w środkowej części rejonu lidzkiego. Największą rzeką jest Dzitwa.
Przez sielsowiet przebiegają linia kolejowa Lida – Mosty, droga republikańska R11 oraz jego skrajem droga magistralna M6.

## Miejscowości
- agromiasteczka:
  - Dalekie
  - Tarnowszczyzna
- wsie:

| - - Bachmaty - Białohruda - Bobowce - Cacki - Cibory - Czaplicze - Dubczany - Dudary - Dzitryki | - - Falkowicze - Górniaty - Jeremiewicze - Koniuszany Małe - Koniuszany Wielkie - Lubora - Mochowicze - Nieciecz - Nowosady | - - Ogrodniki - Olżew - Olżew Mały - Olżew Wielki - Połubniki - Porzeczany - Raklowce - Zaborce |

- chutor:
  - Jeremiewicze